# Saint-Christophe-en-Bazelle
Saint-Christophe-en-Bazelle – miejscowość i gmina we Francji, w Regionie Centralnym, w departamencie Indre.
Według danych na rok 1990 gminę zamieszkiwało 348 osób, a gęstość zaludnienia wynosiła 25 osób/km² (wśród 1842 gmin Regionu Centralnego Saint-Christophe-en-Bazelle plasuje się na 799. miejscu pod względem liczby ludności, natomiast pod względem powierzchni na miejscu 940.).